# Constant Dirckinck-Holmfeld
Constant Peter Heinrich Maria Walpurgis Dirckinck friherre af Holmfeld (født 24. februar 1799 i Bocholt i Westfalen, død 3. juni 1880 i Pinneberg i Holsten) var en dansk embedsmand og forfatter, bror til Ulysses Dirckinck-Holmfeld og far til Helmuth Dirckinck-Holmfeld.

## Baggrund
Han var ældste søn af nederlandsk oberst og flådekaptajn, senere dansk friherre Arnold Christian Leopold von Dirckinck (1763-1828), som 1796 i Christianssand havde ægtet Anna Helene Holm (1776-1809), datter af den
derværende amtmand.
Faderen, som var født ind i en Hollandsk adelsslægt, måtte efter at være blevet engelsk krigsfange 1797 leve i Tyskland på æresord, men flyttede senere til Danmark, hvor han 1806 optoges i adelen og 1828 fik navn og titel som dansk friherre af Holmfeld. Sønnen tilbragte sine drengeår i Tyskland og kom først 1813 til København, hvor han 1814 blev student og 1818 tog juridisk eksamen. Efter et kort ophold i Kiel underkastede han sig 1819 juridisk embedseksamen i Slesvig by, blev derefter volontær i det Tyske Kancelli og 1820 kammerjunker. De forhåbninger, han havde næret om en rask fremrykning på embedsvejen, skuffedes dog snart, og han hengav sig til mere almindelige studier (især filosofi og statsvidenskab) samt gjorde længere ophold i udlandet (1823 i Leiden og 1826 i Göttingen).

## Debut som debattør
Hans livlige, men noget fantastiske ånd gav sig tidlig til kende, idet han 1824 indgav forslag til kongen om at indrette et stort frilager i København og et handelsselskab efter hollandsk mønster samt bruge Hæren til hedernes opdyrkning. 1827 begyndte han sin frugtbare og mangesidige forfattervirksomhed med et retsfilosofisk skrift: Om den aandelige Sandheds Anerkjendelse og Anvendelse i Livet, og det fulgtes snart af et mindre i hel anden retning: Om et Tilflugtssted for Hjælpeløse, forladte Fruentimre (1828). Derefter skrev Dirckinck-Holmfeld to tyske afhandlinger (1828-29) om mytologi og særlig den nordiske Irnod Finn Magnusens myte-fortolkning og under forfattermærket "C. Christiansen" – det første og mest brugte af hans mange pseudonymer – en kritik af det nys begyndte Maanedsskrift for Litteratur. Ved siden heraf gik to statsvidenskabelige småskrifter, nemlig Grossbritanniens und der vereinigten Staaten neuere Handelspolitik (1829), i hvilket han udtalte sig for et mådeholdent ("rationelt") beskyttelsessystem, og Bidrag til Kundskab om Holland og den hollandske Nation (1830). Interessen for hans oprindelige fædreland kom også senere frem i et flyveskrift: Freiheit und Ordnung im Kampf mit Frechheit und Aufruhr (1833), hvori han som afgjort legitimist tog parti for Holland imod den belgiske opstand.

## Holdninger til det slesvigske spørgsmål
Imidlertid var Dirckinck-Holmfeld 1829 blevet amtsskriver for Schwarzenbeck Amt i hertugdømmet Lauenborg og fik 1831 amtmands titel; men han kom snart i strid med side- og overordnede embedsmænd, dels fordi bureaukrati var hans tankesæt imod, dels fordi han bestemt fornægtede de slesvig-holstenske lærdomme. Allerede 1834 udviklede han i en bearbejdelse af D. Hansemanns skrift om Preussen og Frankrig, at en føderativ statsenhed var den eneste rationelle ordning for det danske monarki, og fastholdt denne opfattelse i et tysk modskrift imod F. Hegewischs Für Holstein. For at have et stadigt organ overtog han 1838 Politisches Journal i Hamborg, men hans frie sprog bragte ham i flere sammenstød med censuren og fremkaldte flere klager over ham fra embedskredsene, da han i sin lyst til at indtage et doktrinært ("rationelt") mellemstandpunkt både bekæmpede enevælden og den nymodens liberalisme.
Efter Frederik VI's død – i hvem han så en særlig beskytter – opgav han det nævnte tidsskrift, tog 1840 juridisk doktorgrad i København og søgte samme år afsked for at kunne ofre sig alene til sine litterære sysler. Han bosatte sig i København og udviklede med ikke ringe dygtighed i en række skrifter (til dels optaget i Fædrelandet, Dansk Ugeskrift o. fl.) sit forsvar for det selvstændige Slesvig som mellemled mellem Danmark og Holsten (Hertugdømmet Slesvigs selvstændige Udvikling og adskilte Forvaltning, 1844) og sin kamp imod slesvig-holstenerne (Der dänische Staat und die Separatisten I, 1847), men var samtidig en lige så bestemt modstander af den dansk-nationale retning (Skal Nationalitet eller Fornuft raade for Livet i Staten? 1844). Også fik han tid til helt andre arbejder, således om udkastet til en ny trykkefrihedsanordning og om R. Nielsens Kirkehistoriens Filosofi (begge fra 1844).

## Holdinger til Martsrevolutionen
Bevægelsen 1848 var ham afgjort imod på grund af dens stærke nationale og demokratiske retning, og hans misstemning gav sig luft i en række småskrifter, bl.a. Advarsel til det danske Folk (i marts) og Om Folkesouverænitet (i september). Han søgte valg i en københavnsk kreds til Den grundlovgivende Rigsforsamling, men fik kun 28 stemmer. 1851 flyttede han til Roskilde, hvor han købte den tidligere vandkuranstalt Maglekilde og udstyrede den med en stor malerisamling, som han tillagde en betydelig kunstværdi. Han ville nemlig også gælde for kunstkender og kunstmæcen, uden dog at kunne eller ville vise synderlig rundhåndethed; virkelig interesse viste han derimod for C. Sørensen og hans sættemaskine. Han fortsatte sin litterære virksomhed, dels med småskrifter om frimureriet (1852) og om den ny-kristelige (dvs. Swedenborgske) kirke på St. Croix (1853) – thi han følte sig tiltrukken af al slags mysticisme –, dels med indlæg i de politiske stridsspørgsmål, fx arvefølgesagen. Med iver sluttede han sig til helstatsministeriet Bluhme-Ørsted, søgte i februar 1853 forgæves valg til Folketinget og udtalte sig i december 1854 (i flyveskriftet Bør og kan Ministeriet give efter? En Advarsel imod Borgerkrigen) bestemt imod, at regeringen skulle vige for folkestemningen i Danmark, fordi det ville være en fornægtelse af det monarkiske princip.
Da ministeriet ikke des mindre blev fjernet, rettede Dirckinck-Holmfeld i februar 1855 anonymt et meget nærgående angreb på Grevinde Danner: Grevinde Louise Danner, født Rasmussen, Danmarks Genius; mod dette skrift blev der rejst generalfiskals-tiltale, men dommen lød på frifindelse. Han kom mere og mere på kant med den offentlige mening, og hvad der yderligere svækkede virkningen af hans skriverier, var den afgjort docerende tone, den knudrede fremstilling og det med filosofiske kunstord opfyldte sprog. Skuffelsen over, at hans meninger stadig ringeagtedes, gjorde ham mere og mere bitter i sind mod den rådende nationalliberale retning, der i hans øjne var lige så fordærvelig og utilbørlig som slesvig-holsteinismen. Hans særlige uvilje imod Grevinde Danner kom i januar 1860 på ny til udbrud i Det personlige Princips Sejr. Da han i de første måneder af 1861 udsendte 3 flyveskrifter imod regeringens optræden over for de holstenske stænder og desuden skrev herom i tyske blade, vakte dette en sådan storm imod ham, at et pøbeloptrin 13. maj 1861 tvang ham til at flygte fra Roskilde.

## Senere virke
Dirckinck-Holmfeld bosatte sig nu i Hamborg, skrev endnu i samme år et tysk flyveskrift: Recht und Willkür im Schleswig, der afgjort stillede sig på tysk side i sprogsagen, og en større fremstilling af det hele statsretlige og nationale stridsspørgsmål for den engelske læseverden (Attic Tracts). Efter Frederik VII's død tog han derimod i flere småskrifter ordet for kong Christian IX's arveret og for hertugdømmernes forbindelse med Danmark, ligesom han i sommeren 1870 brugte sine gamle forbindelser i København til at advare regeringen imod deltagelse i den fransk-tyske krig. Også efter den tid skrev Dirckinck-Holmfeld adskillige småskrifter både om teologiske og politiske emner, men fandt nu fra ingen side påagtning. Han døde i pinneberg 3. juni 1880.
Han blev gift 1. gang 12. september 1828 i Randers med Anna Suzanne Kin(c)kel (18. februar 1799 i Christiansted på St. Croix – 12. august 1836 i Schwarzenbeck), datter af byskriver Johannes Kinkel (1769-1799) og Birgitte El(i)se Marie Essendrop (1774-1848, gift 2. gang 1811 med premierløjtnant, senere generalkrigskommissær Daniel Bernhard Castonier, 1778-1838). 2. gang ægtede han 22. juli 1837 i Hjembæk Julie Vilhelmine Rothe (15. maj 1813 i Købehavn – 16. december 1877 i Pinneberg) datter af major, senere generalmajor Harald Rothe til Aggersvold (1781-1848) og Vilhelmine Antoinette Fix (1788-1827).
Han er begravet i Rellingen. Der findes en malet skitse af J.V. Gertner (Frederiksborgmuseet) og et træsnit fra 1861.